# Nesos
Nesos (em grego:  Νήσοι, transl.: Nésoi), na mitologia grega, eram as deusas das ilhas. Dizia-se que cada ilha tinha sua própria personificação. Foram classificadas como umas das antigas divindades elementares chamadas deuses primordiais. Dizia-se que as Nesos eram na realidade montanhas, mas Posídon golpeou-as violentamente e mergulhou-as no mar com seu tridente.